# Hop bag

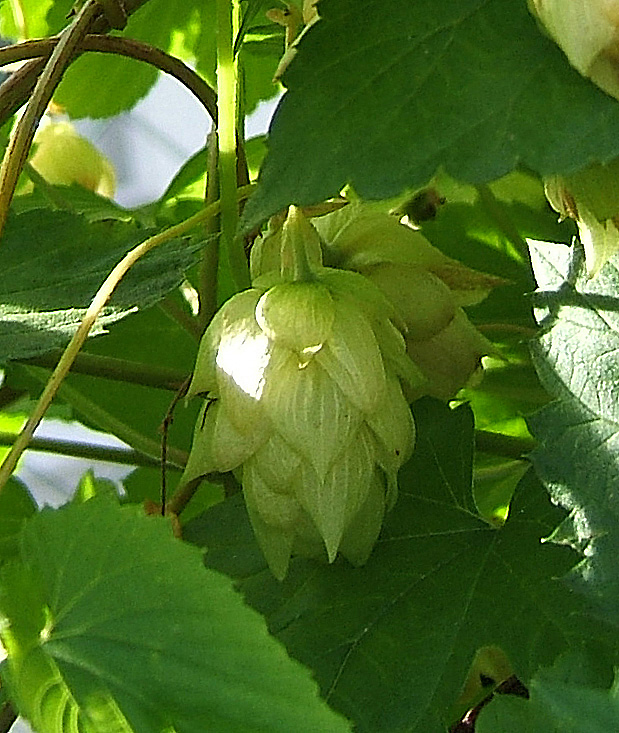
Luppolo: Humulus lupulus

Un hop bag, dall'inglese "hop"="luppolo" e "bag=sacca", è un sacchetto di tela (in tutto simile ad un grain bag) a trama medio/fine utilizzato nell'homebrewing (produzione artigianale di birra) per contenere il luppolo durante l'infusione, così da tenerlo separato dal mosto e rendere in seguito più agevoli le operazioni di filtraggio.